# Đài cọc

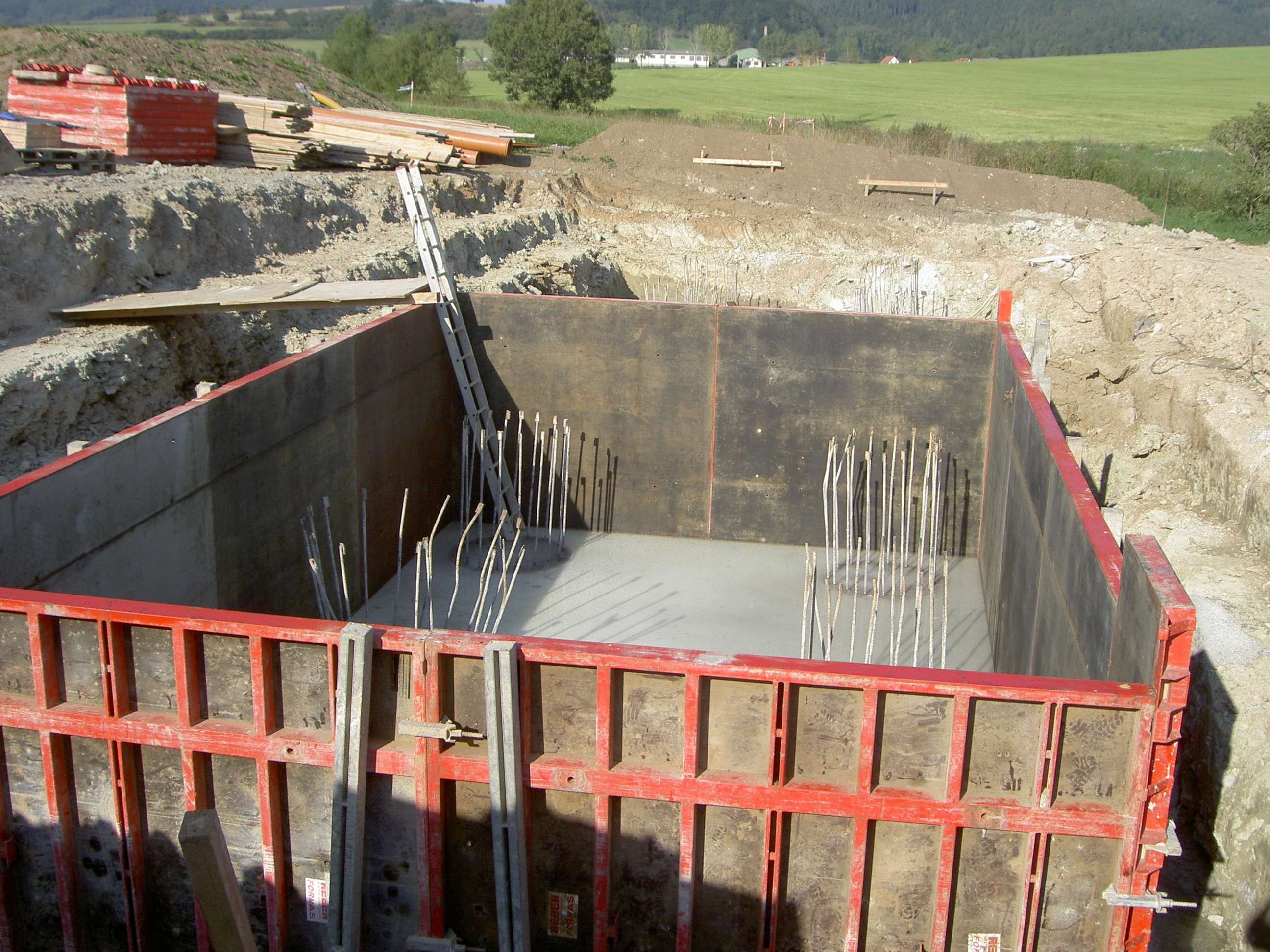
Ván khuôn đổ đài cọc

Đài cọc (đài móng) là bộ phận sử dụng để liên kết các cọc lại và có tác dụng phân bổ lực giúp đảm bảo cân bằng lực cho toàn bộ bề mặt và toàn bộ diện tích phần nền móng.
Nó thường tạo thành một phần của phần móng của một tòa nhà, điển hình là tòa nhà nhiều tầng, đóng vai trò kết cấu hoặc nền nâng đỡ cho các thiết bị nặng. Một cấu trúc tương tự như đài cọc là móng bè, đó là một móng bê tông nằm trực tiếp trên đất mềm có thể bị sụt lún.